# Сольб'яте-Арно
Сольб'яте-Арно (італ. Solbiate Arno) — муніципалітет в Італії, у регіоні Ломбардія,  провінція Варезе.
Сольб'яте-Арно розташований на відстані близько 520 км на північний захід від Рима, 45 км на північний захід від Мілана, 12 км на південь від Варезе.
Населення — 4219 осіб (2014).
Покровитель — San Maurizio.

## Демографія
Населення за роками:

Станом на 1 січня 2023 року в муніципалітеті офіційно проживав 231 іноземець з 38 країн, серед них 44 громадяни країн Євросоюзу та 30 громадян України.

## Сусідні муніципалітети
- Альбіццате
- Карнаго
- Каронно-Варезіно
- Єраго-кон-Ораго
- Оджона-кон-Санто-Стефано